# Lüdingen
Lüdingen ist ein Ortsteil der Stadt Visselhövede im niedersächsischen Landkreis Rotenburg (Wümme).

## Geografie
Lüdingen liegt im nordwestlichen Bereich der Stadt Visselhövede, 8,5 km nordwestlich vom Kernort Visselhövede.
Nachbarorte sind – von Norden aus im Uhrzeigersinn – Riekenbostel, Wittorf, Jeddingen, Dreeßel, Süderwalsede, Weißenmoor und Kirchwalsede.

## Geschichte
Seit der Gebietsreform, die am 1. März 1974 in Kraft trat, ist die vorher selbstständige Gemeinde Lüdingen eine von 15 Ortschaften der Stadt Visselhövede.

## Politik
Ortsvorsteher ist Andreas König.

## Wirtschaft und Infrastruktur

### Bildung
1898 wurde in Lüdingen eine eigene Schule errichtet, die bis 1966 bestand. Danach wurde Wittorf wieder Schulort.

### Verkehr
Lüdingen liegt fernab des großen Verkehrs. Die Bundesautobahn 27 verläuft 13 km entfernt südwestlich. Die von Dorfmark über Visselhövede nach Rotenburg (Wümme) führende Bundesstraße 440 verläuft nordöstlich, 3 km entfernt, und die Landesstraße 171 von Visselhövede nach Verden (Aller) verläuft südlich in 6 km Entfernung.
In Lüdingen gibt es – im Gegensatz zu einigen kleineren Ortsteilen von Visselhövede – Straßenbezeichnungen und nicht nur Hausnummern, so dass sich Einwohner, Postboten, Lieferanten und Besucher gut orientieren können.